# Lukáš Csölley
Lukáš Csölley (ur. 18 czerwca 1990 w Bratysławie) – słowacki łyżwiarz figurowy, startujący w parach tanecznych z Lucie Myslivečkovą. Uczestnik igrzysk olimpijskich w Pjongczangu (2018), uczestnik mistrzostw Europy i świata, medalista zawodów z cyklu Challenger Series, brązowy medalista zimowej uniwersjady (2015) oraz 7-krotny mistrz Słowacji (2009–2012, 2014, 2015, 2017).

## Osiągnięcia

### Z Lucie Myslivečkovą
| Zawody                     | 16–17          | 17–18          |                |                |                |                |                |                |                |                |                |                |                |                |                |                |                |
| Międzynarodowe             | Międzynarodowe | Międzynarodowe | Międzynarodowe | Międzynarodowe | Międzynarodowe | Międzynarodowe | Międzynarodowe | Międzynarodowe | Międzynarodowe | Międzynarodowe | Międzynarodowe | Międzynarodowe | Międzynarodowe | Międzynarodowe | Międzynarodowe | Międzynarodowe | Międzynarodowe |
| -------------------------- | -------------- | -------------- | -------------- | -------------- | -------------- | -------------- | -------------- | -------------- | -------------- | -------------- | -------------- | -------------- | -------------- | -------------- | -------------- | -------------- | -------------- |
| Igrzyska olimpijskie       |                | 20             |                |                |                |                |                |                |                |                |                |                |                |                |                |                |                |
| Mistrzostwa świata         | WD             | 25             |                |                |                |                |                |                |                |                |                |                |                |                |                |                |                |
| Mistrzostwa Europy         | 16             | 17             |                |                |                |                |                |                |                |                |                |                |                |                |                |                |                |
| CS Lombardia Trophy        |                | 7              |                |                |                |                |                |                |                |                |                |                |                |                |                |                |                |
| CS Memoriał Ondreja Nepeli | 8              |                |                |                |                |                |                |                |                |                |                |                |                |                |                |                |                |
| CS Nebelhorn Trophy        |                | 6              |                |                |                |                |                |                |                |                |                |                |                |                |                |                |                |
| CS Warsaw Cup              | 3              |                |                |                |                |                |                |                |                |                |                |                |                |                |                |                |                |
| International Cup of Nice  | 8              |                |                |                |                |                |                |                |                |                |                |                |                |                |                |                |                |
| Volvo Open Cup             | 1              |                |                |                |                |                |                |                |                |                |                |                |                |                |                |                |                |
| Krajowe                    |                |                |                |                |                |                |                |                |                |                |                |                |                |                |                |                |                |
| Mistrzostwa Słowacji       | 1              |                |                |                |                |                |                |                |                |                |                |                |                |                |                |                |                |

### Z Federicą Testą

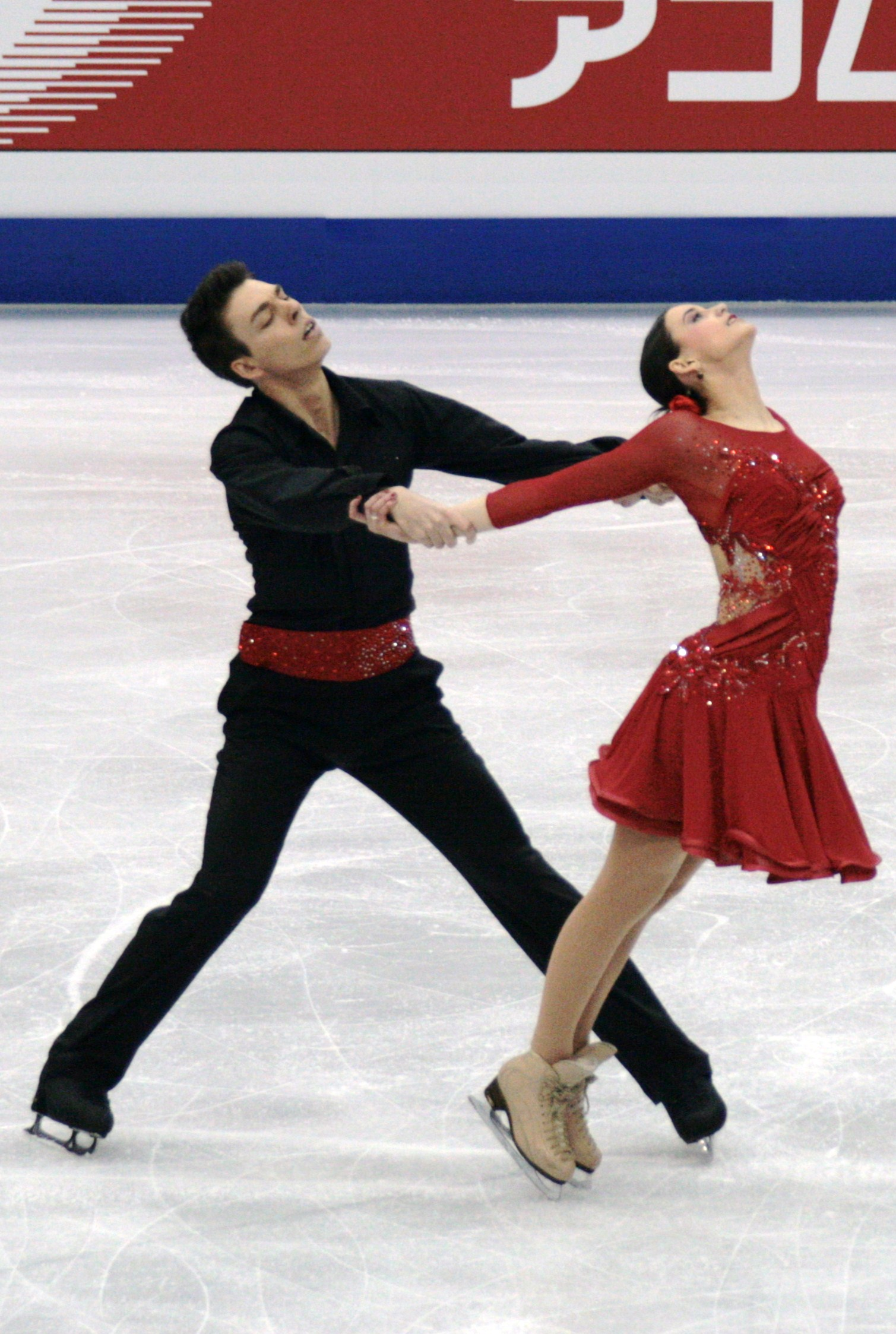
Testa i Csölley na mistrzostwach świata 2012

| Zawody                        | 11–12          | 12–13          | 13–14          | 14–15          | 15–16          | 16–17          |                |                |                |                |                |                |                |                |                |                |                |
| Międzynarodowe                | Międzynarodowe | Międzynarodowe | Międzynarodowe | Międzynarodowe | Międzynarodowe | Międzynarodowe | Międzynarodowe | Międzynarodowe | Międzynarodowe | Międzynarodowe | Międzynarodowe | Międzynarodowe | Międzynarodowe | Międzynarodowe | Międzynarodowe | Międzynarodowe | Międzynarodowe |
| ----------------------------- | -------------- | -------------- | -------------- | -------------- | -------------- | -------------- | -------------- | -------------- | -------------- | -------------- | -------------- | -------------- | -------------- | -------------- | -------------- | -------------- | -------------- |
| Mistrzostwa świata            | 27             | 26             | 23             | 15             | 14             |                |                |                |                |                |                |                |                |                |                |                |                |
| Mistrzostwa Europy            |                | 17             | 12             | 8              | 8              |                |                |                |                |                |                |                |                |                |                |                |                |
| GP Cup of China               |                |                |                |                | 4              |                |                |                |                |                |                |                |                |                |                |                |                |
| GP Skate America              |                |                |                | 7              |                |                |                |                |                |                |                |                |                |                |                |                |                |
| GP Skate Canada International |                |                |                |                |                | WD             |                |                |                |                |                |                |                |                |                |                |                |
| GP Trophée de France          |                |                |                |                |                | WD             |                |                |                |                |                |                |                |                |                |                |                |
| CS Memoriał Ondreja Nepeli    |                |                |                | 3              | 4              |                |                |                |                |                |                |                |                |                |                |                |                |
| CS Tallinn Trophy             |                |                |                |                | 2              |                |                |                |                |                |                |                |                |                |                |                |                |
| CS Volvo Open Cup             |                |                |                | 1              |                |                |                |                |                |                |                |                |                |                |                |                |                |
| CS Warsaw Cup                 |                |                |                | 1              |                |                |                |                |                |                |                |                |                |                |                |                |                |
| Bavarian Open                 | 6              |                |                |                |                |                |                |                |                |                |                |                |                |                |                |                |                |
| Crystal Skate of Romania      |                | 4              |                |                |                |                |                |                |                |                |                |                |                |                |                |                |                |
| Golden Spin Zagrzeb           |                | 8              |                |                |                |                |                |                |                |                |                |                |                |                |                |                |                |
| Ice Challenge                 |                | 9              |                |                |                |                |                |                |                |                |                |                |                |                |                |                |                |
| Memoriał Ondreja Nepeli       |                | 6              | 4              |                |                |                |                |                |                |                |                |                |                |                |                |                |                |
| Memoriał Pavla Romana         |                | 5              |                |                |                |                |                |                |                |                |                |                |                |                |                |                |                |
| Nebelhorn Trophy              |                |                | 9              |                |                |                |                |                |                |                |                |                |                |                |                |                |                |
| New Year's Cup                |                | 2              |                |                |                |                |                |                |                |                |                |                |                |                |                |                |                |
| Volvo Open Cup                |                |                | 4              |                |                |                |                |                |                |                |                |                |                |                |                |                |                |
| Zimowa Uniwersjada            |                |                | 4              | 3              |                |                |                |                |                |                |                |                |                |                |                |                |                |
| Krajowe                       |                |                |                |                |                |                |                |                |                |                |                |                |                |                |                |                |                |
| Mistrzostwa Słowacji          | 1              |                | 1              | 1              |                |                |                |                |                |                |                |                |                |                |                |                |                |

### Z Nikolą Višňovą

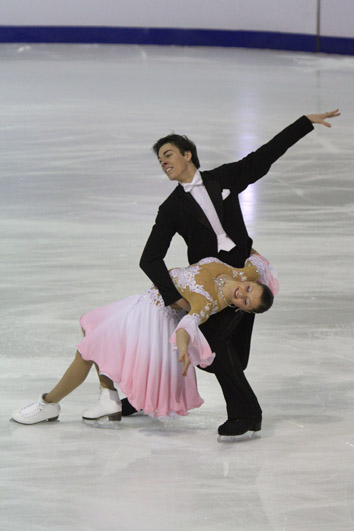
Višňova i Csölley na mistrzostwach świata juniorów 2010

| Zawody                                | 06–07          | 07–08          | 08–09          | 09–10          | 10–11          |                |                |                |                |                |                |                |                |                |                |                |                |
| Międzynarodowe                        | Międzynarodowe | Międzynarodowe | Międzynarodowe | Międzynarodowe | Międzynarodowe | Międzynarodowe | Międzynarodowe | Międzynarodowe | Międzynarodowe | Międzynarodowe | Międzynarodowe | Międzynarodowe | Międzynarodowe | Międzynarodowe | Międzynarodowe | Międzynarodowe | Międzynarodowe |
| ------------------------------------- | -------------- | -------------- | -------------- | -------------- | -------------- | -------------- | -------------- | -------------- | -------------- | -------------- | -------------- | -------------- | -------------- | -------------- | -------------- | -------------- | -------------- |
| Mistrzostwa Europy                    |                |                |                | 20             | 22             |                |                |                |                |                |                |                |                |                |                |                |                |
| Golden Spin Zagrzeb                   |                |                |                |                | 9              |                |                |                |                |                |                |                |                |                |                |                |                |
| Memoriał Ondreja Nepeli               |                |                | 6              |                |                |                |                |                |                |                |                |                |                |                |                |                |                |
| Memoriał Pavla Romana                 |                |                |                |                | 2              |                |                |                |                |                |                |                |                |                |                |                |                |
| Międzynarodowe: Kategorie młodzieżowe |                |                |                |                |                |                |                |                |                |                |                |                |                |                |                |                |                |
| Mistrzostwa świata juniorów           | 19             | 17             | 17             | 19             | 5              |                |                |                |                |                |                |                |                |                |                |                |                |
| JGP w Austrii                         |                | 13             |                |                | 10             |                |                |                |                |                |                |                |                |                |                |                |                |
| JGP w Czechach                        | 14             |                |                |                | 7              |                |                |                |                |                |                |                |                |                |                |                |                |
| JGP we Francji                        |                |                | 15             |                |                |                |                |                |                |                |                |                |                |                |                |                |                |
| JGP w Niemczech                       |                | 8              |                | 14             |                |                |                |                |                |                |                |                |                |                |                |                |                |
| JGP w Turcji                          |                |                |                | 8              |                |                |                |                |                |                |                |                |                |                |                |                |                |
| JGP na Węgrzech                       | 13             |                |                |                |                |                |                |                |                |                |                |                |                |                |                |                |                |
| JGP w Wielkiej Brytanii               |                |                | 11             |                |                |                |                |                |                |                |                |                |                |                |                |                |                |
| Grand Prize SNP                       |                | 4 J            |                |                |                |                |                |                |                |                |                |                |                |                |                |                |                |
| Memoriał Pavla Romana                 |                |                | 4 J            |                |                |                |                |                |                |                |                |                |                |                |                |                |                |
| Mont Blanc Trophy                     |                |                |                |                | 3 J            |                |                |                |                |                |                |                |                |                |                |                |                |
| Krajowe                               |                |                |                |                |                |                |                |                |                |                |                |                |                |                |                |                |                |
| Mistrzostwa Słowacji                  | 1 J            | 1 J            | 1              | 1              | 1              |                |                |                |                |                |                |                |                |                |                |                |                |